# Kotłówka (kolonia w rejonie wileńskim)
Kotłówka (lit. Katiliškės) – kolonia na Litwie, w okręgu wileńskim, w rejonie wileńskim, w gminie Niemież, przy linii kolejowej Kiwiszki – Wołczuny. Graniczy z Wilnem.

## Historia
W dwudziestoleciu międzywojennym folwark leżący w Polsce, w województwie wileńskim, w powiecie wileńsko-trockim, w gminie Rudomino. W 1931 miejscowość liczyła 49 mieszkańców, zamieszkałych w 5 budynkach.
Po II wojnie światowej w granicach Związku Sowieckiego. Od 1991 na niepodległej Litwie.
Zachodnia część dawnego folwarku została włączona w granice Wilna.